# 샬롬의 집
샬롬의 집 (SHALOMHOUSE)은 이주노동자들의 인권을 위해 일하는 이주민지원센터로 성공회 사회선교기관으로 시작한 비영리민간단체이다.
현재 이주민연대 샬롬의 집(남양주 샬롬의집), 남양주시외국인복지센터(마석 샬롬의집), 파주이주노동자센터 샬롬의 집(파주 샬롬의집), 포천 나눔의집 이주노동자지원센터(포천 샬롬의집) 등이 있다.
[남양주 샬롬의 집]
90년대부터 마석 가구단지에서 일하는 외국인 노동자들의 삶의 안식처로 자리잡았다.
80년대 후반부터 형성된 마석가구단지는 3d업종이라는 이유로 대부분의 인력이 동남아등의 외국인 노동자로 채워졌으며 불법이라는 딱지는 그들의 인권과 임금체불, 사용자의 횡포에 노출되어 있었다. 샬롬의 집은 1991년부터 이러한 외국인노동자를 위한 상담과 법적보호 등 이들을 돕기위한 활동을 시작했다.
1997년에 이주노동자지원센터 샬롬의 집을,  2005년에는 대한민국 최초의 외국인복지센터인 '남양주시외국인복지센터'를 세움으로서 외국인노동자의 안식처로 자리잡았다. 남양주시외국인복지센터는 대한성공회유지재단에서 수탁운영하고 있으며, 처음에는 외국인근로자복지센터라는 이름으로 외국인 노동자들의 인권과 권익을 보호하고 복지서비스를 제공하고자 설립된 기관이다. 경기도와 남양주시의 위탁기관으로서 외국인근로자, 지역주민들과 함께하는 복지센터로 변화하였다.
2007년 1월부터 행복나눔도시락 사업단(현 사회적기업 남양주행복도시락주식회사)을 설립했다. 남양주행복도시락은 남양주시와 긴밀한 협력을 통해 결식 우려가 있는 이웃에게 양질의 급식을 제공하고, 남양주시 거주 취업 취약계층의 일자리 창출을 목표로 나눔을 실천하고 있다.

2015년부터 진접지역(지금의 오남역)에 남양주시외국인복지센터의 진접상담소 형태로 개소하여 남양주시 북부지역의 늘어나는 이주민 지원 수요에 대응하기 시작했다.  2019년에 이주민연대 샬롬의집의 형태로 독립하여 이후 주요 국내사업은 남양주시 진접읍, 오남읍, 별내면, 별내동, 진건읍 및 인근 포천시, 구리시 인접 지역 중심으로 활동하고 있다.

## 샬롬의 집에서 하는 일

### 상담프로그램
임금체불, 산업재해, 의료상담, 귀국문제 등의 상담을 하고 있다.
문화가 달라서 생기는 갈등을 최대한 줄이는 것은 물론, 이주노동자를 비롯한 외국인주민들의 권익향상과 인권보호를 주 목적으로 한다.

### 의료공제프로그램
불법 체류자라는 신분의 제약으로 병이 나도 진료조차 받지 못하는 외국인 노동자들이 의료보험의 혜택을 받을 수 있도록 하는 것을 목적으로 한다.
(사) 한국이주민건강협회의 "희망의 친구들" 이주민공제(We Friends Aid) 협력상담소이다.

### 교육프로그램
이주노동자들의 조기정착과 적응, 역량강화를 목적으로 한다.
한국어교실, 운전면허, 컴퓨터교실과 문화여가활동 등의 교육훈련을 실시하고 있다.

### 무료진료
열악한 작업환경에서 일하는 이주 노동자들에게 제일 필요한 문제인 의료문제해결을 목적으로 한다.
연세대학교 의과대학과 간호대학 연합 봉사단체 ‘의청’에서 격주로 토요일마다 무료 진료를 실시했다.
서울 아산병원에서도 두 달에 한번 무료 진료와 검진을 실시하며, 온누리 약사회에서는 매달 둘째 주에 진료와 조제 등 봉사 활동을 했다.
원진재단 부설 녹색병원 등과 업무협약을 맺고 미등록 이주아동 건강 증진을 위해 지원하고 있다.
코로나19 상황에서 병원의 외부 무료진료 봉사가 끊겨, 의료서비스 접근이 어려운 이주노동자와 미등록이주민들이 큰 어려움을 겪고 있다.
2022년부터 미등록이주민을 대상으로 한 무료건강검진과 한방진료 등을 다시 진행하고 있다.

### 국가별 공동체 활동 지원
체육대회, 야유회, 나라별 축제, 한국 고유명절 행사 등을 마련하여 한국을 알고 이해하는 데 도움을 주고 있다.
또한 각 공동체별로 본국의 명절에 맞춰 진행하는 행사를 지원하고 있다.
2019년까지 서남아시아 설날축제, 이주민 가을잔치 등을 꾸준히 진행했으나, 코로나19 상황에서 행사가 일시 중단되었다.
남양주 샬롬의 집은 코로나 기간에도 꾸준히 이주노동자 여름휴가, 이주민 초청 가을잔치 등을 진행했다.
2021년과 2022년에는 남양주 진접, 오남 지역 이주민들을 대상으로 한 서남아시아 설날 축제 '슈보 노보 보르쇼', 가을 이주민 초청 가을잔치와 숲속의 한가We 등 선주민과 이주민이 함께 준비하고 참여하는 다양한 문화여가행사를 개최했다.

### 그외 진행중인 사업
체류이주민지원 이외에 귀환이주민지원과 청소년 문화다양성 인식개선을 위한 청다말(청소년 다문화에 말을 걸다) 국제협력캠프 등에 주력하고 있다.
2020년부터 "샬롬희망나눔캠페인"이라는 이름으로 코로나19 예방극복을 위해 이주노동자들에게 마스크와 손소독제, 각종 생필품 등을 무료로 나누어주고 있다. 2020년 3월부터 2022년 말 까지 총 300만점의 무료나눔이 이루어졌다.
인권복지 연대사업으로, 세월호참사, 노동, 청소년, 취약계층 지원 시민사회단체 들과 꾸준히 연대하고 있으며, 선주민과 이주민을 대상으로 한 민주시민교육에도 나서고 있다.

## 같이 보기
- 대한성공회